# 2014년 동계 올림픽 벨라루스 선수단
2014년 동계 올림픽 벨라루스 선수단은 러시아 소치에서 개최된 2014년 동계 올림픽에 참가한 올림픽 벨라루스 선수단이다.

## 메달 집계

### 종목별 메달 수
| 종목           | 1 | 2 | 3 | 합계 |
| 바이애슬론     | 3 | 0 | 1 | 4    |
| 프리스타일스키 | 2 | 0 | 0 | 2    |
| 합계           | 5 | 0 | 1 | 6    |

### 메달리스트
| 메달 | 이름                | 종목           | 세부 종목            | 날짜     |
| ---- | ------------------- | -------------- | -------------------- | -------- |
|      | 다르야 돔라체바     | 바이애슬론     | 여자 10km 추발       | 2월 12일 |
|      | 다르야 돔라체바     | 바이애슬론     | 여자 15km 개인       | 2월 14일 |
|      | 알라 추페르         | 프리스타일스키 | 여자 에어리얼 결승 3 | 2월 15일 |
|      | 다르야 돔라체바     | 바이애슬론     | 여자 12.5km 단체출발 | 2월 18일 |
|      | 안톤 쿠쉬니르       | 프리스타일스키 | 남자 에어리얼 결승 3 | 2월 18일 |
|      | 나데즈다 스카르디노 | 바이애슬론     | 여자 15km 개인       | 2월 14일 |